# Pietro Carrera
Pietro Carrera (Militello in Val di Catania, 12 de julio de 1573 - Mesina, 18 de septiembre de 1647) fue un sacerdote, escritor y ajedrecista nacido en el reino de Sicilia.

## Biografía
Fue un importante teórico y jugador de ajedrez italiano nacido cerca de la ciudad de Catania. En 1597 conoce en Palermo a Paolo Boi, ya anciano. Fue nombrado capellán de Santa María de la Estrella en Militello. Conoce al príncipe de Pietraperzia y a su esposa doña Giovanna. Para complacerles escribe un poema en latín dedicado al ajedrez, que sólo se conserva en parte.
En 1617 escribe su gran obra «El juego del ajedrez de don Pietro Carrera, dividido en ocho libros», en el que se recoge y elabora sistemáticamente información perteneciente a escritores anteriores a él. Fue el primer libro publicado en Militello.
Tras la muerte del príncipe de Messina se instaló en Canicattì y luego en Catania. Publicó varias obra eruditas sobre la historia local. En 1635 escribe un polémico libro contra Alessandro Salvio: «La respuesta de Valentino Vespasiano en defensa de don Pietro Carrera contra la apología de Alessandro Salvio».
No fue un buen jugador en partida viva pero sí un gran analista y sus libros son muy importantes desde el punto de vista teórico para el ajedrez. Es, sobre todo, útil como fuente de noticias sobre los jugadores de su tiempo.